# Patrick Owomoyela
Patrick Olaiya Olukayode Owomoyela (Hamburg, NSZK, 1979. november 5. –) német profi labdarúgó. 2014-ben a szülővárosa csapatából vonult vissza. Német anyától és nigériai apától származik.

## Pályafutása
A Grün-Weiss Eimsbüttel és a TSV Stellingen 88 csapatainál nevelkedett fiatal korában, majd a Lüneburger SK csapatában szerepelt először felnőtt játékosként. 2001 és 2003 között a VfL Osnabrück és a Paderborn 07 játékosa volt. 2003-ban az Arminia Bielefeld csapatának lett játékosa, amely együttes a Bundesliga 2-ben szerepelt. Itt több nagy klub érdeklődését is felkeltette, majd 2005-ben az SV Werder Bremen csapatának labdarúgója lett. Első szezonjában alapember volt és a Bundesligában hozzásegítette csapatát a bajnoki ezüstéremhez. A szezont követően Clemens Fritz érkezett a klubhoz, aki a kezdőcsapatból kiszorította őt, ezenkívül több sérülés is hátráltatta. A 2008–2009-es szezont már a Borussia Dortmund csapatánál kezdte meg. Itt kétszer nyert a csapattal bajnokságot, 2010–11-ben és 2011–12-ben. 2014-ben a Hamburger SV II csapatába igazolt, ahonnan ugyanebben az évben vissza is vonult az aktív labdarúgástól.

## Válogatott
2004. december 16-án debütált a német labdarúgó-válogatottban  a japán labdarúgó-válogatott elleni mérkőzésen, amelyen Jürgen Klinsmann kezdőként nevezte a mérkőzésre. A dél-koreai labdarúgó-válogatott ellen és a thaiföldi labdarúgó-válogatott elleni mérkőzésen is pályára lépett. Tagja volt a 2005-ös konföderációs kupán részt vevő csapatnak, de pályára nem lépett. A 2006-os labdarúgó-világbajnokságra utazó keretbe nem került be.

## Sikerei, díjai

### Klub
Werder Bremen
- Német ligakupa: 2006

Borussia Dortmund
- Bundesliga: 2010–11, 2011–12
- Német kupa: 2011–12

### Válogatott
Németország
- Konföderációs kupa bronzérmes: 2005